# Aleksandr Khalifman
Aleksandr Valerievitch Khalifman (en russe : Александр Валерьевич Халифман), né le 18 janvier 1966 à Léningrad (Union soviétique), est un joueur d'échecs russe, grand maître international depuis 1990. Il fut champion de Russie en 1996 et champion du monde de la Fédération internationale des échecs en 1999.

## Biographie et carrière

### Champion d'Europe junior et champion de Moscou
Khalifman a six ans lorsque son père lui apprend à jouer aux échecs. En 1984, il devient le troisième joueur après Viktor Kortchnoï (en 1947 et 1948) et Garry Kasparov (en 1976 et 1977) à remporter deux fois le championnat d'URSS junior (en 1982 et 1984). En 1985-1986, il remporte le championnat d'Europe d'échecs junior et reçoit le titre de maître international la même année.
Il remporte le championnat de Moscou en 1985 et 1987.
Il obtient le titre de grand maître international en 1990 en remportant l'open de New York.

### Candidat au championnat du monde (1994)

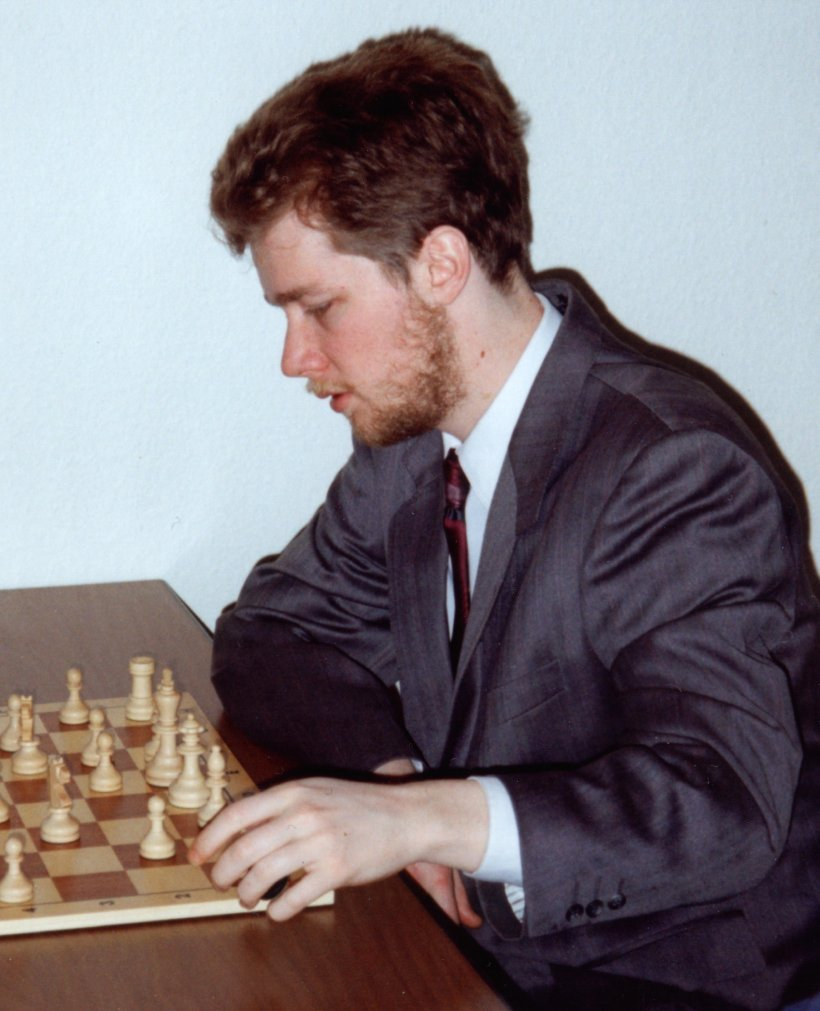
Aleksandr Khalifman en 1994

En 1990, Khalifman termina 17e du tournoi interzonal de Manille et fut éliminé du cycle des candidats au championnat du monde.
En juillet 1993, il finit à la 2e-9e place ex æquo (et quatrième au départage) du tournoi interzonal de Bienne remporté par Boris Guelfand. Ce résultat le qualifiait pour le tournoi des candidats de la Fédération internationale. En janvier 1994, il fut éliminé au premier tour du tournoi des candidats par Valeri Salov.
En décembre 1993, Khalifman termina 44e du tournoi de Sélection de Groningue organisé par la PCA et fut éliminé du cycle des candidats pour le championnat monde « classique » de 1995.

### Champion de Russie et de Saint-Pétersbourg (1996)
Khalifman remporte  le championnat de Russie à Elista en 1996 et le championnat de Saint-Pétersbourg en 1996 et 1997,

### Champion du monde FIDE (1999)
Son résultat le plus remarquable est le titre de champion du monde de la Fédération internationale des échecs remporté à Las Vegas en 1999 dans une formule à élimination directe qui tranche avec les formules précédentes. Kasparov, Karpov et Anand étaient absents lors de ce championnat du monde.
En 2000, il fut éliminé en quarts de finale du championnat du monde à New Delhi par Viswanathan Anand.
| Année | Lieu                                 | Résultat        | Ultime adversaire    | Adversaires battus                                                                                             |
| ----- | ------------------------------------ | --------------- | -------------------- | --- |
| 1994  | Wijk aan Zee (tournoi des candidats) | premier tour    | Valeri Salov         | |
| 1997  | Groningue                            | troisième tour  | Viswanathan Anand    | Friso Nijboer                                                                                                  |
| 1999  | Las Vegas (championnat du monde)     | Vainqueur       | Vladimir Akopian     | Dibyendu Barua, Gata Kamsky Karen Asrian, Boris Guelfand Judit Polgár, Liviu-Dieter Nisipeanu Vladimir Akopian |
| 2000  | New Delhi                            | quart de finale | Viswanathan Anand    | Christopher Lutz, Péter Lékó Rafael Leitão                                                                     |
| 2001  | Moscou                               | troisième tour  | Joël Lautier         | Surya Ganguly, Alexander Shabalov                                                                              |
| 2005  | Khanty-Mansiïsk (coupe du monde)     | deuxième tour   | Yuri Shulman         | Ernesto Inarkiev                                                                                               |
| 2007  | Khanty-Mansiïsk (coupe du monde)     | premier tour    | Vladimir Belov       | |
| 2009  | Khanty-Mansiïsk (coupe du monde)     | deuxième tour   | Ievgueni Tomachevski | Alexandr Fier                                                                                                  |

### Victoires dans les tournois internationaux
Outre ses titres de champion de Moscou, de Saint-Pétersbourg, de Russie et de champion du monde, Khalifman finit 1er-5e de l'open GMA disputé à Moscou en mai-juin 1880. Il gagna également :
- le tournoi de Dordrecht en 1988,
- Groningue en 1989,
- New York (open) en 1990,
- Londres en 1991,
- Ter Apel et Rakvere en 1993,
- Bourgas en 1994,
- l'open d'Eupen en  1994,

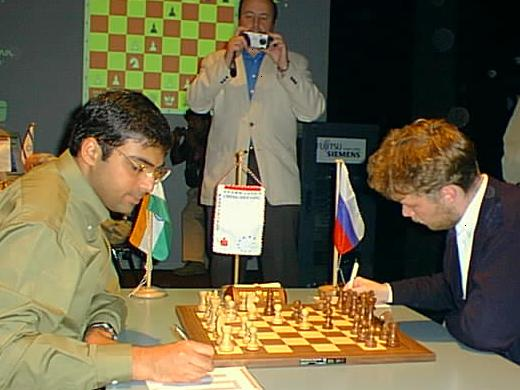
Anand face à Khalifman à Dortmund en 2000.

- l'open de Saint-Pétersbourg en 1995,
- le tournoi de Hastings en 1995-1996 (ex æquo avec Conquest et Lalic),
- Bad Wörishofen, Ischia,
- le tournoi de grands maîtres de Saint-Pétersbourg en 1997 (au départage devant Salov et Kortchnoï),
- le tournoi d'Aarhus en 1997 et 1998,
- Bad Wiessee en 2000,
- Hoogeveen (tournoi Essent) en 2000.
- le premier tournoi des rois à Bazna en Roumanie en 2007.
- l'open de Minsk (avec 7 / 9) en 2010.

Khalifman fut invité deux fois au super tournoi de Linares : en 1995, il finit cinquième sur quatorze participants avec 7,5 points sur 13. En 2000, il finit à la 3e-6e place ex æquo sur six participants avec une victoire, deux défaites et sept parties nulles.
Il participa trois fois au tournoi de Wijk aan Zee : en 1991 (deuxième-cinquième place ex æquo), 1995 (demi-finaliste) et 2002 (cinquième avec 7,5 points sur 13).

### Compétitions par équipe
Dans les compétitions par équipes, Khalifman a remporté avec l'équipe de Russie :
- le championnat du monde d'échecs par équipes à Lucerne en 1997 ;
- la médaille d'or par équipe à l'olympiade d'échecs en 1992 et 2000 et 2002 et la médaille d'argent par équipe en 2004 ;
- le championnat d'Europe par équipe en 2003.

Avec l'équipe de Saint-Pétersbourg, il remporta le championnat du monde senior par équipe de plus de cinquante ans en 2017.
Avec l'équipe du CSK Moscou, il gagna la coupe d'Europe des clubs d'échecs en 1988.

## Publications
Avec son entraîneur, Guennadi Nesis, Khalifman gère une école des échecs à Saint-Pétersbourg nommée l'école des grands maîtres d'échecs. Il se consacre également à l'écriture de nombreux livres sur les échecs.

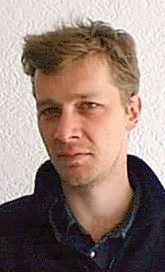
Khalifman à Porz en 2000

- (en) Opening for Black according to Karpov
- (en) Opening for White according to Kramnik : 1. Cf3 (5 tomes)
- (en) Opening for White according to Anand : 1. e4 (13 tomes)

Avec Sergueï Soloviev, aux éditions Chess Stars :
- (en) Mikhail Chigorin: The First Russian Grandmaster, 1999
- (en) Shirov's One Hundred Wins, 2003
- (en) Leko's One Hundred Wins, 2003
- (en) Boris Spassky's 300 Wins,
- Mikhail Botvinnik, games (2 tomes)
- Alexander Alekhine, games, (3 tomes)
- Mikhail Tal, games, 1996 (4 tomes)
- Jose Raul Capablanca, games (2 tomes)
- Emanuel Lasker, games (2 tomes)